# Heinrich Vollmar
Heinrich Vollmar (né le 1er mai 1839 à Paderborn et mort le 8 juillet 1915) est évêque catholique de la Deutsches Heer de 1903 à 1913.

## Biographie
Fils de commerçant, il étudie la philosophie et la théologie catholique. Il est ordonné prêtre le 15 août 1863 en tant que ministre du diocèse de Paderborn. Il officie d'abord comme chapelain à Gütersloh jusqu'à ce qu'il devienne sur la suggestion de son évêque Konrad Martin (de) aumônier militaire de la garnison prussienne de Trèves. Il suit les troupes au moment de la guerre franco-allemande de 1870. En raison de son engagement pastoral infatigable et de son audace, il a reçu la Croix de fer de 2e classe au sein du groupe des non-combattants. De 1876 à 1894, Vollmar officie successivement comme aumônier ou prêtre militaire sur les sites d'Altona, Metz, Rendsburg, Graudenz, Königsberg et Hanovre. En 1894, l'évêque Johannes Maria Assmann, évêque de la Deutsches Heer, le nomme vicaire général en 1901.
Lorsque Assmann meurt subitement lors d'un séjour en 1903, Heinrich Vollmar lui succède à cette fonction. Le 9 novembre 1903, il est nommé évêque de la Deutsches Heer et évêque titulaire de Pergame (de). Il reçoit l'ordination épiscopale le 10 février 1904 du cardinal Georg von Kopp. Vollmar est, en vertu de sa charge, responsable de toute l'armée et des marines catholiques ayant des familles, non seulement en Prusse, mais aussi dans les petits États allemands et dans l'Alsace-Lorraine. Quand il prend ses fonctions, les aumôniers de l'armée prussienne organisent une collecte et lui offrent une magnifique crosse en cadeau. Il publie notamment un livre de prières militaire intitulé Der katholische Soldat. Pour ses services, il reçoit, entre autres, l'ordre de l'Aigle rouge.